# Gustav-Radbruch-Haus (Heidelberg)

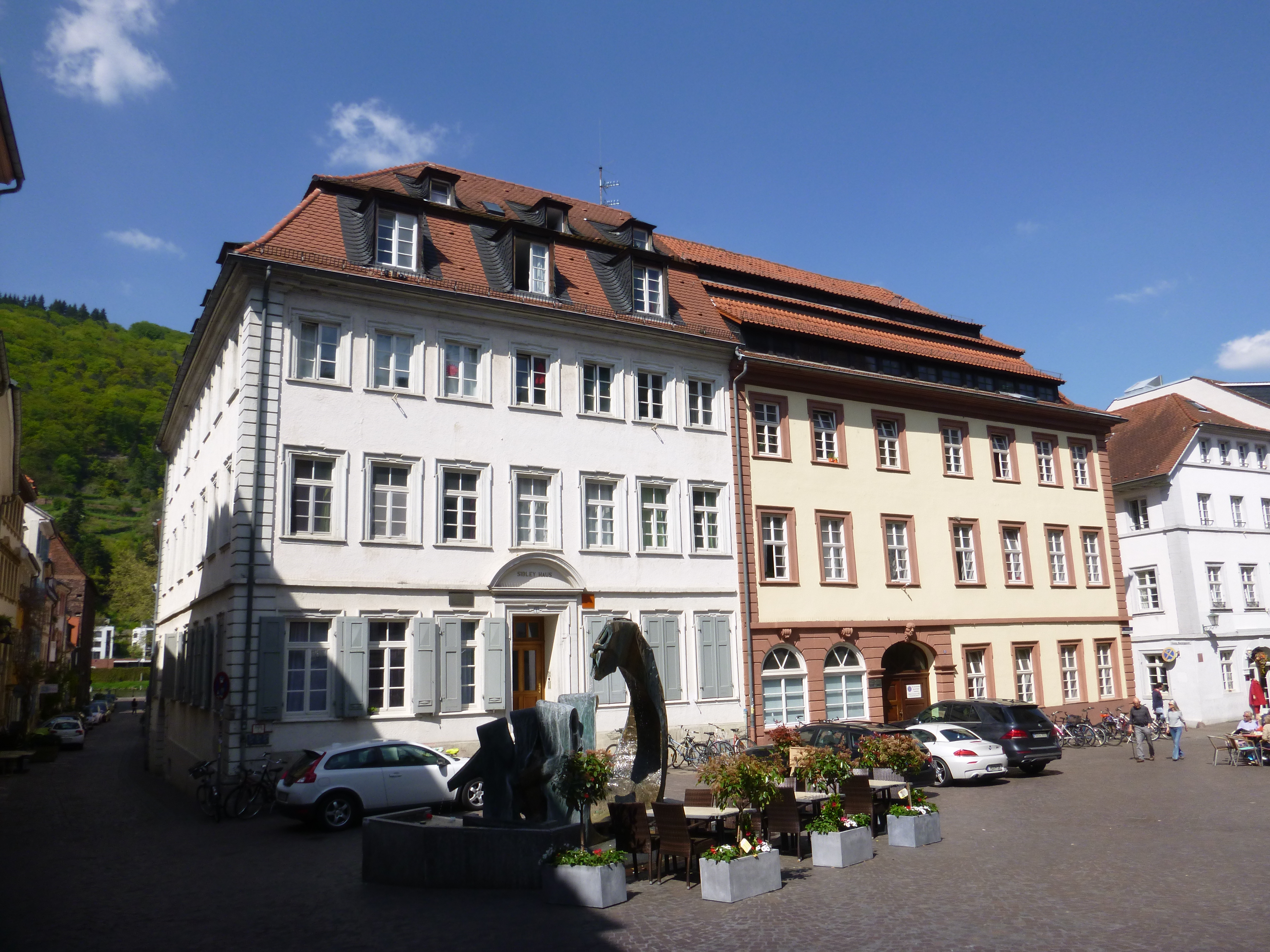
Heidelberg, Heumarkt 3, Gustav-Radbruch-Haus (rechts)

Das Gustav-Radbruch-Haus, ein Studentenwohnheim in Heidelberg, wurde nach dem Heidelberger Rechtsphilosophen und Rechtspolitiker Gustav Radbruch benannt. Im Haus selbst ist eine Gedenktafel für den bedeutenden Rechtswissenschaftler angebracht, der über 20 Jahre lang als Professor an der Ruprecht-Karls-Universität Heidelberg lehrte. Das Studentenwohnheim liegt in der Heidelberger Altstadt und in der Nähe der Universität und der Mensa. In diesem Bereich liegt die Fußgänger- beziehungsweise verkehrsberuhigte Zone.
Der Bau des Haupthauses des denkmalgeschützte Gebäudes des Studentenwohnheims mit Innenhof wurde 1712 begonnen. Im 19. und 20. Jahrhundert erfolgten tiefgreifende Umbaumaßnahmen; 1981 bis 1983 wurde das Gebäude zum Studentenwohnheim umgewandelt.
Das Haus mit barockem Erscheinungsbild verfügt über 56 möblierte Wohneinheiten, darunter zwei Einzelzimmer (mit 20 m² Fläche), die übrigen sind Wohngruppen für zwei bis neun Personen (12–16 m² je Zimmer). Der Betreiber ist das Studierendenwerk Heidelberg.
Das Gebäude inklusive Hinterhaus und Seitenflügel verfügt über eine durchgehende barock gestaltete Galerie auf der Hofseite.